# Elecciones generales de Dinamarca de 2019
Las elecciones generales se celebraron en el Reino de Dinamarca el 5 de junio de 2019, después de la disolución del Parlamento, según lo dispuesto el gobierno de entonces. De los 179 miembros del Folketing, 175 fueron elegidos para representar al país danés, y de los cuatro restantes, dos para las Islas Feroe y otros dos para Groenlandia (ambos países constituyentes del Reino de Dinamarca).
Las elecciones dieron la victoria al "bloque rojo", formado por los partidos que apoyaron a la líder socialdemócrata Mette Frederiksen como candidata a primera ministra. El "bloque rojo", formado por los socialdemócratas, los social-liberales, el Partido Popular Socialista, la Alianza Roji-Verde, el Partido Socialdemócrata de las Islas Feroe y el Siumut de Groenlandia, obtuvo 93 de los 179 escaños, asegurándose la mayoría parlamentaria. Mientras tanto, la coalición de gobierno en funciones, formada por Venstre, la Alianza Liberal y el Partido Popular Conservador, y que recibía el apoyo parlamentario del Partido Popular Danés y de Nunatta Qitornai, se redujo a 76 escaños (incluido el Partido Unionista, afiliado a Venstre, en las Islas Feroe).
El 6 de junio, el Primer Ministro en funciones, Lars Løkke Rasmussen, del partido liberal de centro-derecha Venstre, presentó su dimisión, y Frederiksen recibió el encargo de formar un nuevo gobierno. El 25 de junio, Frederiksen llegó a un acuerdo con el bloque rojo, y el 27 de junio fue nombrada primera ministra y su gobierno, un gobierno socialdemócrata de partido único, tomó posesión.

## Trasfondo
En las elecciones generales de 2015, los partidos del "Bloque Azul" obtuvieron una mayoría muy reducida en el Folketing, 90 escaños contra 89 para los partidos del "Bloque Rojo" de centro izquierda. Diez días después, un gobierno minoritario fue formado por Venstre . El gobierno fue apoyado por los otros partidos en el "Bloque Azul", el Partido Popular Danés, la Alianza Liberal y el Partido Popular Conservador. Lars Løkke Rasmussen, el líder de Venstre, se convirtió en primer ministro. En noviembre de 2016, Rasmussen formó un nuevo gobierno, esta vez, una coalición con la Alianza Liberal y el Partido Popular Conservador.

## Sistema electoral
De los 179 miembros del Folketing, 175 se eligen en Dinamarca, dos en las Islas Feroe y dos en Groenlandia. En Dinamarca hay diez circunscripciones plurinominales que contienen un total de 135 escaños elegidos directamente por representación proporcional, con escaños asignados mediante una versión modificada del método Sainte-Laguë y el Cociente Hare. Se utilizan otros 40 escaños de nivelación para solucionar cualquier desequilibrio en la distribución de los escaños de la circunscripción, y se distribuyen entre todos los partidos que superan el umbral electoral del 2%, según su porcentaje de votos a nivel nacional.
Los votantes pueden elegir entre emitir un voto personal a un candidato o votar a un partido político. Los votos otorgados a los partidos políticos se distribuyen entre los candidatos de ese partido. Esto puede hacerse en proporción a sus votos personales, o dándolos a los candidatos en un orden predeterminado. Todos los partidos, excepto la Alianza Roji-Verde, recurren a la primera opción.
Según la Constitución danesa, las elecciones de 2019 debían celebrarse a más tardar el 17 de junio de 2019, ya que las anteriores se celebraron el 18 de junio de 2015.  El Primer Ministro puede convocar las elecciones en cualquier fecha, siempre que esa fecha no sea posterior a los cuatro años de las elecciones anteriores, y esto se cita como una ventaja táctica para el Gobierno en funciones.
Para que un nuevo partido pueda participar en las elecciones, debe contar con el apoyo de un número de votantes correspondiente a 1/175 de todos los votos válidos emitidos en las elecciones anteriores. Un nuevo partido que se inscribiera para concurrir a las elecciones de 2019 necesitó 20.109 declaraciones de votantes para participar.

## Partidos participantes

### Dinamarca
Los nueve partidos que tenían escaños en el Folketing se presentaron a las elecciones. Otros cuatro partidos también obtuvieron acceso a las papeletas: tres nuevos partidos de la derecha y los Demócratas Cristianos, que perdieron representación en las elecciones de 2005. En octubre de 2016, La Nueva Derecha, un nuevo partido de derecha, pudo presentarse a las elecciones, y un año después, en octubre de 2017, lo hicieron los Demócrata Cristianos. Este último había participado en todas las elecciones desde 1971 hasta 2005.
En febrero de 2019, el partido Klaus Riskær Pedersen, que lleva el nombre de su fundador, recogió las declaraciones de votantes necesarias y se convirtió en elegible también, a pesar de, incumplir las normas de recogida de declaraciones. Riskær Pedersen encontró una forma de eludir el "periodo de reflexión" de 7 días entre que un votante anotaba su apoyo a un partido y luego confirmaba su firma en el sistema de recogida en línea. Aunque las normas no lo permitían, no contenían ninguna posibilidad de sanción. A raíz de esto, todos los partidos políticos del Folketing acordaron cerrar la laguna legal y construir un nuevo portal para las declaraciones, que se espera que esté disponible a finales de 2020.
En abril de 2019, tras los disturbios en Nørrebro provocados por las manifestaciones del político antiislamista Rasmus Paludan, su partido Línea Dura consiguió recoger las firmas necesarias. Paludan y su partido han estado rodeados de polémica, con manifestaciones que contenían actividades como lanzar el Corán, quemar el Corán y acosar a los musulmanes. En abril de 2019, Paludan fue condenado por violar un párrafo del Código Penal danés conocido coloquialmente como el "párrafo del racismo". También había eludido el "período de reflexión" de la misma manera que Riskær Pedersen.
| Partido | Partido | Partido                     | Líder                      | Última elección | Última elección |
| ------- | ------- | --------------------------- | -------------------------- | --------------- | --------------- |
|         | A       | Socialdemócratas            | Mette Frederiksen          | 26,3%           | 47 escaños      |
|         | O       | Partido Popular Danés       | Kristian Thulesen Dahl     | 21,1%           | 37 escaños      |
|         | V       | Venstre                     | Lars Løkke Rasmussen       | 19,5%           | 34 escaños      |
|         | Ø       | Alianza Roji-Verde          | Pernille Skipper           | 7,8%            | 14 escaños      |
|         | I       | Alianza Liberal             | Anders Samulesen           | 7,5%            | 13 escaños      |
|         | Å       | La Alternativa              | Uffe Elbæk                 | 4,8%            | 9 escaños       |
|         | B       | Partido Social Liberal      | Morten Østergaard          | 4,6%            | 8 escaños       |
|         | F       | Partido Popular Socialista  | Pia Olsen Dyhr             | 4,2%            | 7 escaños       |
|         | C       | Partido Popular Conservador | Søren Pape Poulsen         | 3,4%            | 6 escaños       |
|         | K       | Demócratas Cristianos       | Isabella Arendt (interina) | 0,8%            | –               |
|         | D       | La Nueva Derecha            | Pernille Vermund           | No participó    | No participó    |
|         | E       | Klaus Riskær Pedersen       | Klaus Riskær Pedersen      | No participó    | No participó    |
|         | P       | Línea Dura                  | Rasmus Paludan             | No participó    | No participó    |

### Islas Feroe
Todos los partidos representados en el Løgting podían concurrir a las elecciones, aunque el Partido del Centro decidió no participar.
| Partido | Partido | Partido                  | Líder                  | Última elección | Última elección |
| ------- | ------- | ------------------------ | ---------------------- | --------------- | --------------- |
|         | E       | República                | Høgni Hoydal           | 24,5%           | 1 escaño        |
|         | C       | Partido de la Igualdad   | Aksel V. Johannesen    | 24,3%           | 1 escaño        |
|         | B       | Partido Unionista        | Bárður á Steig Nielsen | 23,5%           | –               |
|         | A       | Partido Popular          | Jørgen Niclasen        | 18,7%           | –               |
|         | F       | Progreso                 | Poul Michelsen         | 3,2%            | –               |
|         | D       | Partido del Autogobierno | Jógvan Skorheim        | 1,7%            | –               |

### Groenlandia
Todos los partidos con representación en el Parlamento de Groenlandia podían participar en las elecciones. En las anteriores elecciones, Aleqa Hammond obtuvo un escaño como candidata de Siumut, pero fue expulsada del partido en agosto de 2016 a raíz de un caso sobre malversación de fondos del Folketing. En abril de 2018, se unió a Nunatta Qitornai
| Partido | Partido | Partido                   | Líder               | Última elección | Última elección |
| ------- | ------- | ------------------------- | ------------------- | --------------- | --------------- |
|         | S       | Siumut                    | Kim Kielsen         | 38,0%           | 1 escaño        |
|         | IA      | Inuit Ataqatigiit         | Múte Bourup Egede   | 38,3%           | 1 escaño        |
|         | D       | Demócratas                | Niels Thomsen       | 9,0%            | –               |
|         | A       | Atassut                   | Siverth K. Heilmann | 7,4%            | –               |
|         | PN      | Partii Naleraq            | Hans Enoksen        | 5,1%            | –               |
|         | SA      | Partido de la Cooperación | Michael Rosing      | No participó    | No participó    |
|         | NQ      | Nunatta Qitornai          | Vittus Qujaukitsoq  | No participó    | No participó    |

## Campaña

### Declaraciones iniciales
En octubre de 2017, La Nueva Derecha, un nuevo partido político de derecha que cumplió los requisitos para presentarse en octubre de 2016, enumeró tres exigencias para que un candidato a primer ministro recibiera su apoyo. Las tres demandas eran endurecimientos de la política de inmigración.
El 4 de junio de 2018, los socialdemócratas, el mayor partido de la oposición, declararon que si ganaban las elecciones, deseaban formar un gobierno de partido único dirigido por su líder Mette Frederiksen, es decir, no como un gobierno de coalición con el Partido Social Liberal. Esto se hizo con el fin de perseguir tanto temas tradicionales de centro-izquierda, como de tener una política de inmigración estricta. Morten Østergaard, líder del Partido Social Liberal, respondió diciendo que si los socialdemócratas querían su apoyo, también tendrían que hacer concesiones. El mensaje fue bien recibido por el Partido Popular Danés, contrario a la inmigración, que apoyó al partido de centro-derecha Venstre en las elecciones. Su líder, Kristian Thulesen Dahl, dijo que esto garantizaría que pudieran salir adelante con su política de inmigración, independientemente del partido que ganara las elecciones.
El 26 de junio de 2018, La Alternativa, que tradicionalmente se considera que pertenece al "bloque rojo", declaró que ya no apoyaría a Mette Frederiksen como candidata a primera ministra. En su lugar, apoyarían a su propio líder político, Uffe Elbæk, como una forma de "retirar sus escaños de la ecuación" después de las elecciones. Esto se hizo porque no consideraban suficientes las ambiciones de los otros partidos en relación con el cambio climático. La medida fue recibida con críticas, ya que las posibilidades de Elbæk son muy escasas, y pudo arriesgarse a mantener a Lars Løkke Rasmussen como primer ministro.

### Comienzo de la campaña
La campaña electoral comenzó el 7 de mayo de 2019, cuando el primer ministro Lars Løkke Rasmussen anunció que las elecciones se celebrarían el 5 de junio, el Día de la Constitución. En el momento del anuncio, Mette Frederiksen, líder de los socialdemócratas y aspirante al cargo de primera ministra, estaba enferma y no pudo participar en los debates televisados entre todos los líderes de los partidos que se celebraron esa misma noche. En su lugar, el exministro Nicolai Wammen representó a los socialdemócratas en los debates. Frederiksen empezó a hacer campaña el 10 de mayo.
Poco antes de que se convocaran las elecciones, Línea Dura, un nuevo partido de extrema derecha que buscaba prohibir el Islam, cumplió los requisitos para participar en las elecciones. Al principio de la campaña, se prestó mucha atención al partido, y especialmente a su líder Rasmus Paludan. Tanto Løkke Rasmussen como Frederiksen dijeron que no basarían un gobierno en sus posibles escaños, y otros líderes de partidos rechazaron cooperar con el partido, en caso de que obtuvieran escaños. Mientras que Venstre, Alianza Liberal y los Conservadores dijeron que la Línea Dura no debía ser considerada como parte del "bloque azul" cuando se distribuyeran los escaños del comité, el Partido Popular Danés se mostró abierto a esa posibilidad. El 8 de mayo, cuando Paludan fue invitado a un programa de televisión, llamó "cerda nazi" a Mimi Jakobsen, una expolítica, poco después de que ésta dijera que los pensamientos de Paludan eran "cercanos a la mentalidad nazi". Jakobsen amenazó con demandar, pero finalmente decidió no hacerlo. El 9 de mayo, los medios de comunicación revelaron que Paludan había recibido una orden de alejamiento por acoso, y una semana después se dieron más detalles. Entre 2010 y 2013 había estado acosando a un joven de 24 años que conoció mientras estudiaba latín, y en 2015 fue condenado a una multa por ofender a un agente de policía que se encargó del caso. Paludan declinó hacer comentarios, alegando que se trataba de su vida privada.
El 13 de mayo, los Demócratas Cristianos anunciaron que su líder, Stig Grenov, se tomaría una licencia por estrés, y que la vicepresidenta Isabella Arendt pasaría a ser presidenta interina. En la primera noche de campaña, Grenov había participado en un debate televisado en DR1 y debía participar en otro en TV 2, pero se endermó y fue sustituido por Arendt. Fue aclamada por su actuación en este debate, siendo llamada la "sustituta del Cielo". Tras el cambio de presidente, los medios de comunicación especularon con la posibilidad de que el cambio fuera un movimiento táctico, ya que se consideraba que Arendt tenía un mayor atractivo que Grenov y que una mujer joven podía mejorar la imagen del partido, pero tanto Grenov como Arendt negaron que la táctica hubiera influido en la decisión. El 28 de mayo, Grenov anunció que dejaría la presidencia del partido en la conferencia de octubre y apoyó a Arendt como nueva presidenta.

### Conversaciones sobre un gobierno de coalición Socialdemócratas-Venstre
El 16 de mayo, Løkke Rasmussen publicó un libro en el que se mostraba abierto a un posible gobierno de coalición entre el Partido Socialdemócrata y Venstre (en danés: SV-regering, literalmente gobierno SV). Dijo que se ofrecía a ser el "adulto", ya que una coalición en el centro político sería mejor que un gobierno que dependiera de las alas políticas más externas, pero subrayó que él y Venstre seguían haciendo campaña por un gobierno de centro-derecha. El anuncio fue notable y se consideró una apuesta; el propio Løkke Rasmussen lo calificó de "cambio en las reglas del juego". Figuras destacadas de Venstre, entre ellas el vicepresidente y ministro de Finanzas, Kristian Jensen, y la ministra de Inmigración, Inger Støjberg, se mostraron muy críticos con la idea, mientras que otros la apoyaron. Dinamarca tuvo un gobierno SV entre 1978 y 1979, el Gobierno Jørgensen III. Ese gobierno, dirigido por el primer ministro Anker Jørgensen, de los socialdemócratas, fue considerado ampliamente como un fiasco.
La idea de un gobierno SV fue rechazada inmediatamente por Frederiksen, que dijo que las diferencias políticas eran demasiado grandes y reiteró que los socialdemócratas deseaban formar un gobierno de partido único tras las elecciones. Entre los partidos del gobierno en funciones, Søren Pape Poulsen, líder de los conservadores, dijo que no podían apoyar un gobierno SV y Anders Samuelsen, líder de la Alianza Liberal, dijo que estaba preocupado por el giro que había tomado la campaña electoral y ofreció la afiliación gratuita a la Alianza Liberal para todos los miembros de Venstre. Por otro lado, los social-liberales y el Partido Popular Danés acogieron con satisfacción el anuncio, mientras que la Alianza Roji-Verde se negó a apoyar un gobierno de este tipo. Pia Kjærsgaard, presidenta del Folketing y antigua líder del Partido Popular Danés, pidió un gobierno mayoritario entre Venstre, los socialdemócratas y el Partido Popular Danés, ya que, un gobierno SV sería inestable y podría dar a los social-liberales demasiada influencia en la política de inmigración.
El 4 de junio, la víspera de las elecciones, Løkke Rasmussen renunció a sus planes de formar un gobierno de centro-derecha, diciendo que ya no era "realista". En su lugar, dio prioridad a la creación de un gobierno de centro político, para mantener a la derecha y a la izquierda alejadas del poder. No indicó qué partidos deberían formar parte de ese gobierno. El anuncio se encontró con la dura oposición de sus socios de coalición. Pape Poulsen rechazó participar en dicho gobierno, cuestionando cuál debía ser la base política, mientras que Samuelsen dijo que Løkke Rasmussen había "defraudado" a la Dinamarca cívico-liberal. Kristian Thulesen Dahl, líder del Partido Popular Danés, dijo que para ellos era primordial participar en dicha cooperación, para que los social-liberales y La Alternativa no influyeran en ella. Exigió a Løkke Rasmussen que eligiera entre los social-liberales y el Partido Popular Danés. Frederiksen volvió a rechazar la idea y dijo que "los votantes deben estar confundidos", ya que, Løkke propuso tres gobiernos diferentes durante la campaña electoral. Morten Østergaard, líder de los social-liberales, dijo que apoyaría a Frederiksen como primera ministra y que no podría apoyar a Løkke Rasmussen. El día anterior, el vicepresidente de los social-liberales, Martin Lidegaard, había dicho que un gobierno con Venstre, los socialdemócratas y los social-liberales sería el "escenario soñado".

## Encuestas de opinión

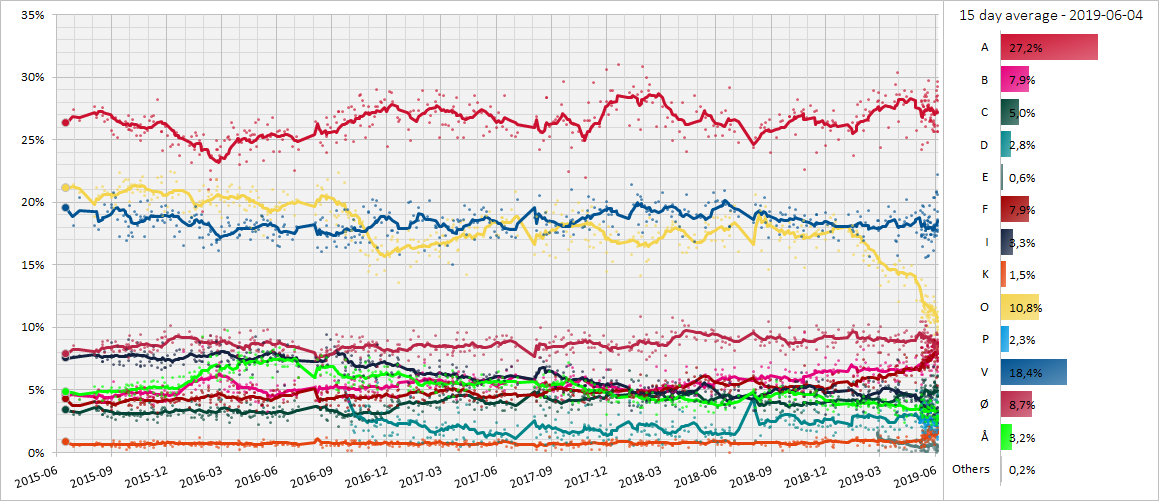
Líneas de tendencia promedio de 30 días de las encuestas de opinión danesas hacia las elecciones generales de 2019. Cada línea corresponde a un partido político. El intervalo de fechas de estos sondeos de opinión abarca desde junio de 2015, cuando se celebraron las anteriores elecciones parlamentarias, hasta mayo de 2019. También se muestra la media de 15 días a partir del 4 de junio.

## Resultados
Los socialdemócratas obtuvieron una mayoría simple de 48 escaños. En segundo lugar Venstre, obtuvo 43. El Partido Popular Danés y los social-liberales obtuvieron 16 escaños cada uno. El Partido Popular Socialista obtuvo 14, mientras que la Alianza Roji-Verde 13. El Partido Popular Conservador obtuvo 12 escaños, La Alternativa 5, mientras que la Alianza Liberal y La Nueva Derecha, 4 escaños cada uno. En general, las elecciones fueron una victoria para el "bloque rojo", los partidos que apoyaron a Mette Frederiksen, líder de los socialdemócratas, como primera ministra. En total, los socialdemócratas, los social-liberales, el Partido Socialista Popular y la Alianza Rojo-Verde obtuvieron 91 escaños. El partido verde La Alternativa optó por pasar a la oposición como "bloque verde".
Los socialdemócratas defendieron su posición como partido mayoritario y obtuvieron un escaño adicional, a pesar de un porcentaje ligeramente menor de votantes. Les siguió de cerca Venstre, que fue el partido que más escaños nuevos ganó, con nueve más. En el "bloque azul", sólo Venstre y el Partido Popular Conservador ganaron, duplicando este último sus escaños. El apoyo al Partido Popular Danés cayó 12,4 puntos porcentuales (pp), más de la mitad de su votación. Su líder, Kristian Thulesen Dahl, especuló con que el mal resultado se debía a unas elecciones extraordinariamente buenas en 2015, y que algunos votantes consideraban que podían "lograr [sus] políticas en otra parte". La Alianza Liberal vio disminuir sus votos en más de dos tercios y se convirtió en el partido más pequeño del Folketing, sólo 0,3 pp por encima del umbral electoral del 2%. Su líder, Anders Samuelsen, no fue reelegido y posteriormente dimitió como líder, sucedido por Alex Vanopslagh.
De los nuevos partidos, sólo La Nueva Derecha obtuvo escaños, mientras que Línea Dura, los Demócratas Cristianos y Klaus Riskær Pedersen no superaron el umbral nacional del 2%, aunque los Demócratas Cristianos estuvieron a 200 votos de obtener un escaño directo en la circunscripción de Jutlandia occidental. La noche de las elecciones, Klaus Riskær Pedersen anunció que disolvería su partido.
En las Islas Feroe, República (que había quedado en primer lugar en las elecciones de 2015) cayó al cuarto lugar y perdió su escaño. El Partido de la Unión les sustituyó como primer partido, mientras que el Partido de la Igualdad volvió a quedar en segundo lugar, conservando su escaño. En Groenlandia, el resultado fue una repetición de las elecciones de 2015, con Inuit Ataqatigiit y Siumut ganando los dos escaños. Siumut recuperó la representación parlamentaria después de que su anterior diputada, Aleqa Hammond, fuera expulsada del partido en 2016. Hammond se unió más tarde a Nunatta Qitornai, que quedó en cuarto lugar y no consiguió ningún escaño.

Partido ganador en cada uno de los 92 distritos electorales.
Socialdemócratas
Venstre
Partido Social Liberal
Alianza Roji-Verde

| Voto popular en Dinamarca | Voto popular en Dinamarca | Voto popular en Dinamarca | Voto popular en Dinamarca | Voto popular en Dinamarca |
| ------------------------- | ------------------------- | ------------------------- | ------------------------- | ------------------------- |
| Partido                   | Partido                   |                           | Porcentaje                | Porcentaje                |
| A                         | A                         |                           | 25,9%                     | 25,9%                     |
| V                         | V                         |                           | 23,4%                     | 23,4%                     |
| O                         | O                         |                           | 8,7%                      | 8,7%                      |
| B                         | B                         |                           | 8,6%                      | 8,6%                      |
| F                         | F                         |                           | 7,7%                      | 7,7%                      |
| Ø                         | Ø                         |                           | 6,9%                      | 6,9%                      |
| C                         | C                         |                           | 6,6%                      | 6,6%                      |
| Å                         | Å                         |                           | 3,0%                      | 3,0%                      |
| D                         | D                         |                           | 2,4%                      | 2,4%                      |
| I                         | I                         |                           | 2,3%                      | 2,3%                      |
| P                         | P                         |                           | 1,8%                      | 1,8%                      |
| K                         | K                         |                           | 1,7%                      | 1,7%                      |
| E                         | E                         |                           | 0,8%                      | 0,8%                      |
| Otros                     | Otros                     |                           | 0,1%                      | 0,1%                      |

| Partido                                                      | Partido                            | Votos     | %         | Escaños   | +/–       |           |
| Dinamarca                                                    | Dinamarca                          | Dinamarca | Dinamarca | Dinamarca | Dinamarca | Dinamarca |
| ------------------------------------------------------------ | ---------------------------------- | --------- | --------- | --------- | --------- | --------- |
|                                                              | Socialdemócratas (A)               | 914.882   | 25,9      | 48        | +1        |           |
|                                                              | Venstre (V)                        | 826.161   | 23,4      | 43        | +9        |           |
|                                                              | Partido Popular Danés (O)          | 308.513   | 8,7       | 16        | –21       |           |
|                                                              | Partido Social Liberal (B)         | 304.714   | 8,6       | 16        | +8        |           |
|                                                              | Partido Popular Socialista (F)     | 272.304   | 7,7       | 14        | +7        |           |
|                                                              | Alianza Roji-Verde (Ø)             | 245.100   | 6,9       | 13        | –1        |           |
|                                                              | Partido Popular Conservador (C)    | 233.865   | 6,6       | 12        | +6        |           |
|                                                              | La Alternativa (Å)                 | 104.278   | 3,0       | 5         | –4        |           |
|                                                              | La Nueva Derecha (D)               | 83.201    | 2,4       | 4         | Nuevo     |           |
|                                                              | Alianza Liberal (I)                | 82.270    | 2,3       | 4         | –9        |           |
|                                                              | Línea Dura (P)                     | 63.114    | 1,8       | 0         | Nuevo     |           |
|                                                              | Demócratas Cristianos (K)          | 60.944    | 1,7       | 0         | 0         |           |
|                                                              | Klaus Riskær Pedersen (E)          | 29.600    | 0,8       | 0         | Nuevo     |           |
|                                                              | Independientes                     | 2.774     | 0,1       | 0         | 0         |           |
| Votos inválidos/en blanco                                    | Votos inválidos/en blanco          | 37.801    | –         | –         | –         |           |
| Total                                                        | Total                              | 3.569.521 | 100       | 175       | 0         |           |
| Votantes registrados/participación                           | Votantes registrados/participación | 4.219.537 | 84,6      | –         | –         |           |
| Islas Feroe                                                  |                                    |           |           |           |           |           |
|                                                              | Partido Unionista                  | 7.349     | 28,3      | 1         | +1        |           |
|                                                              | Partido de la Igualdad             | 6.630     | 25,5      | 1         | 0         |           |
|                                                              | Partido Popular                    | 6.181     | 23,8      | 0         | 0         |           |
|                                                              | República                          | 4.830     | 18,6      | 0         | –1        |           |
|                                                              | Progreso                           | 639       | 2,5       | 0         | 0         |           |
|                                                              | Partido del Autogobierno           | 333       | 1,3       | 0         | 0         |           |
| Votos inválidos/en blanco                                    | Votos inválidos/en blanco          | 244       | –         | –         | –         |           |
| Total                                                        | Total                              | 26.206    | 100       | 2         | 0         |           |
| Votantes registrados/participación                           | Votantes registrados/participación | 37.264    | 70,3      | –         | –         |           |
| Groenlandia                                                  |                                    |           |           |           |           |           |
|                                                              | Inuit Ataqatigiit                  | 6.881     | 33,4      | 1         | 0         |           |
|                                                              | Siumut                             | 6.058     | 29,4      | 1         | 0         |           |
|                                                              | Demócratas                         | 2.262     | 11,0      | 0         | 0         |           |
|                                                              | Nunatta Qitornai                   | 1.616     | 7,8       | 0         | Nuevo     |           |
|                                                              | Partii Naleraq                     | 1.565     | 7,6       | 0         | 0         |           |
|                                                              | Atassut                            | 1.099     | 5,3       | 0         | 0         |           |
|                                                              | Partido de la Cooperación          | 520       | 2,5       | 0         | Nuevo     |           |
| Votos inválidos/en blanco                                    | Votos inválidos/en blanco          | 614       | –         | –         | –         |           |
| Total                                                        | Total                              | 20.615    | 100       | 2         | 0         |           |
| Votantes registrados/participación                           | Votantes registrados/participación | 41.344    | 49,9      | –         | –         |           |
| Fuente: Estadísticas Dinamarca, Kringvarp Føroya, Qinersineq |                                    |           |           |           |           |           |

## Formación de gobierno

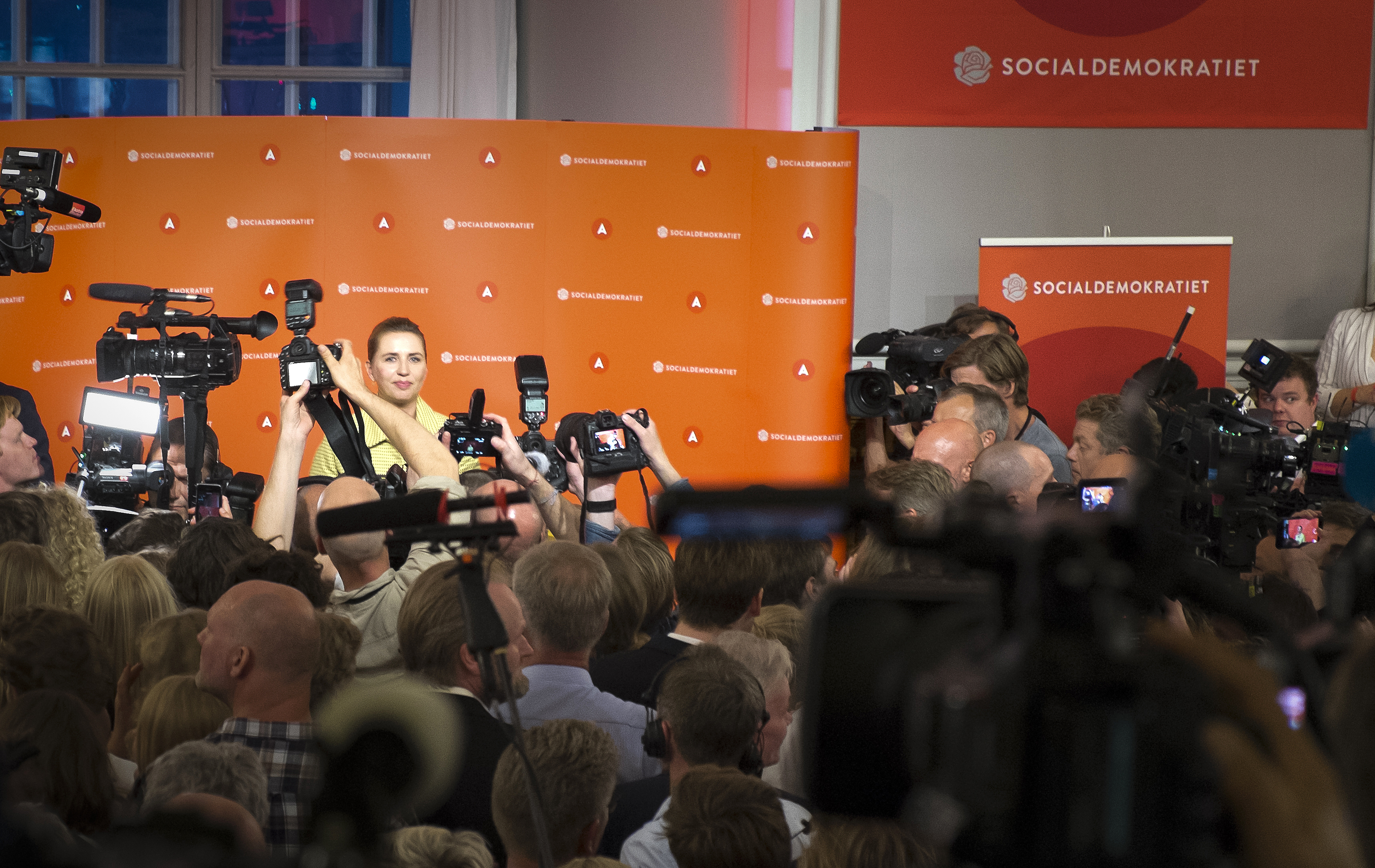
La líder de los Socialdemócratas, Mette Frederiksen, hablando en la noche de las elecciones.

La noche de las elecciones, el primer ministro titular, Lars Løkke Rasmussen anunció que su gobierno dimitiría al día siguiente. Tras las consultas con los partidos políticos conocidas como "ronda de la Reina" (en danés: Dronningerunde), la Reina Margarita II encargó a Mette Frederiksen la formación de un nuevo gobierno. En la ronda de la Reina, los social-liberales, el Partido Socialista Popular y la Alianza Roji-Verde apoyaron a la líder socialdemócrata. Las negociaciones de gobierno comenzaron el 7 de junio.
El 19 de junio, los socialdemócratas, el Partido Socialista Popular y la Alianza Roji-Verde anunciaron un acuerdo sobre el calentamiento global, comprometiéndose a reducir la emisión de CO2 de Dinamarca en un 70% en 2030. Los social-liberales decidieron mantenerse al margen de la reunión, ya que no estaban satisfechos con el hecho de que se hubieran acordado partes antes de que las negociaciones estuvieran completas.
El 25 de junio, los cuatro partidos anunciaron que habían llegado a un acuerdo, lo que permitió a Frederiksen convertirse en primera ministra como líder de un gobierno socialdemócrata de partido único. Las negociaciones, que se completaron 20 días después de las elecciones generales, fueron las más largas desde 1988. Frederiksen decidió no formular un libro blanco con las bases del gobierno, como es tradición, diciendo que era suficiente con el "entendimiento político" de 18 páginas que había acordado con su apoyo parlamentario. El 27 de junio se anunció el nuevo gabinete, que tomó posesión el mismo día. La edad media de los ministros fue de 41,8 años y la propia Frederiksen se convirtió en la persona más joven en ocupar el cargo de primer ministro.